# Римендијело (Потенца)
Римендијело (итал. Rimendiello) је насеље у Италији у округу Потенца, региону Базиликата.
Према процени из 2011. у насељу је живело 80 становника. Насеље се налази на надморској висини од 875 м.